# 李彦华
李彦华（1982年10月7日—），昵称烟花妹妹，四川省成都市人，知名模特儿，是2006年德国世界杯足球宝贝。

## 生平
1982年，李彦华出生在四川省成都市，后在成都市工作。
2006年，李彦华作为足球宝贝参加了德国世界杯。
2012年，李彦华见百度推出度娘刘冬，遂拍摄了一批裸照向刘冬发起挑战。